# Seznam vítězství týmu Bahrain–Merida a jeho nástupců
Toto je seznam vítězství cyklistické sestavy Team Bahrain Victorious, která vznikla v roce 2017 pod názvem Bahrain–Merida.

## 2017: Bahrain–Merida
3. etapa (ITT) Vuelta a San Juan, Ramūnas Navardauskas
2. etapa Paříž–Nice, Sonny Colbrelli
Brabantský šíp, Sonny Colbrelli
 celkově Kolem Chorvatska, Vincenzo Nibali
16. etapa Giro d'Italia, Vincenzo Nibali
8. etapa Tour of Japan, Jon Ander Insausti
 Mistrovství Etiopie v časovce, Tsgabu Grmay
3. etapa Vuelta a España, Vincenzo Nibali
Giro dell'Emilia, Giovanni Visconti
Il Lombardia, Vincenzo Nibali

## 2018: Bahrain–Merida
4. etapa Dubai Tour, Sonny Colbrelli
GP Industria & Artigianato di Larciano, Matej Mohorič
Milán – San Remo, Vincenzo Nibali
 celkově Kolem Chorvatska, Konstantin Sivcov
1. etapa, Niccolò Bonifazio
3. etapa, Konstantin Sivcov
5. etapa, Manuele Boaro
5. etapa Tour of the Alps, Mark Padun
10. etapa Giro d'Italia, Matej Mohorič
Etapy 3 & 7 Tour of Japan, Grega Bole
1. etapa Hammer Sportzone Limburg
Gran Premio di Lugano, Hermann Pernsteiner
3. etapa Tour de Suisse, Sonny Colbrelli
 Mistrovství Španělska v silničním závodu, Gorka Izagirre
 Mistrovství Slovinska v silničním závodu, Matej Mohorič
1. etapa Kolem Rakouska, Matej Mohorič
Etapy 2, 4 & 8 Kolem Rakouska, Giovanni Visconti
7. etapa Kolem Rakouska, Antonio Nibali
 celkově BinckBank Tour, Matej Mohorič
 celkově Deutschland Tour, Matej Mohorič
3. etapa, Matej Mohorič
Coppa Bernocchi, Sonny Colbrelli
Gran Piemonte, Sonny Colbrelli

## 2019: Bahrain–Merida
4. etapa Kolem Ománu, Sonny Colbrelli
Prolog Tour de Romandie, Jan Tratnik
5. etapa Tour of California, Iván García Cortina
2. etapa Critérium du Dauphiné, Dylan Teuns
1. etapa (ITT) Tour de Suisse, Rohan Dennis
 Mistrovství Tchaj-wanu v časovce, Feng Chun-kai
 Mistrovství Ukrajiny v časovce, Mark Padun
 Mistrovství Slovinska v silničním závodu, Domen Novak
6. etapa Tour de France, Dylan Teuns
20. etapa Tour de France, Vincenzo Nibali
 celkově Adriatica Ionica Race, Mark Padun
2. etapa, Mark Padun
7. etapa Tour de Pologne, Matej Mohorič
4. etapa Deutschland Tour, Sonny Colbrelli
Coppa Bernocchi, Phil Bauhaus
Gran Premio Bruno Beghelli, Sonny Colbrelli

## 2020: Bahrain–McLaren
celkově Saudi Tour, Phil Bauhaus
Etapy 3 & 5, Phil Bauhaus
5. etapa (ITT) Vuelta a Andalucía, Dylan Teuns
3. etapa Paříž–Nice, Iván García Cortina
Circuito de Getxo, Damiano Caruso
2. etapa Route d'Occitanie, Sonny Colbrelli
 Mistrovství Španělska v časovce, Pello Bilbao
16. etapa Giro d'Italia, Jan Tratnik

## 2021: Team Bahrain Victorious
4. etapa Tour de La Provence, Phil Bauhaus
4. etapa Tour of the Alps, Pello Bilbao
2. etapa Tour de Romandie, Sonny Colbrelli
Etapy 1 & 3 Tour de Hongrie, Phil Bauhaus
6. etapa Giro d'Italia, Gino Mäder
20. etapa Giro d'Italia, Damiano Caruso
3. etapa Critérium du Dauphiné, Sonny Colbrelli
Etapy 7 & 8 Critérium du Dauphiné, Mark Padun
Etapy 1 & 5 Kolem Slovinska, Phil Bauhaus
8. etapa Tour de Suisse, Gino Mäder
 Mistrovství Slovinska v časovce, Jan Tratnik
 Mistrovství Itálie v silničním závodu, Sonny Colbrelli
 Mistrovství Slovinska v silničním závodu, Matej Mohorič
Etapy 7 & 9 Tour de France, Matej Mohorič
8. etapa Tour de France, Dylan Teuns
 celkově Vuelta a Burgos, Mikel Landa
1. etapa Tour de Pologne, Phil Bauhaus
 soutěž mladých jezdců Vuelta a España, Gino Mäder
9. etapa, Damiano Caruso
 celkově Benelux Tour, Sonny Colbrelli
6. etapa, Sonny Colbrelli
7. etapa, Matej Mohorič
 Mistrovství Evropy v silničním závodu, Sonny Colbrelli
Memorial Marco Pantani, Sonny Colbrelli
 celkově CRO Race, Stephen Williams
1. etapa, Phil Bauhaus
5. etapa, Stephen Williams
Paříž–Roubaix, Sonny Colbrelli

## 2022: Team Bahrain Victorious
2. etapa Saudi Tour, Santiago Buitrago
 celkově Vuelta a Andalucía, Wout Poels
4. etapa, Wout Poels
7. etapa Tirreno–Adriatico, Phil Bauhaus
Milán – San Remo, Matej Mohorič
3. etapa Kolem Baskicka, Pello Bilbao
2. etapa Tour of the Alps, Pello Bilbao
Valonský šíp, Dylan Teuns
1. etapa Tour de Romandie, Dylan Teuns
17. etapa Giro d'Italia, Santiago Buitrago
1. etapa Tour de Suisse, Stephen Williams
 Mistrovství Slovinska v časovce, Jan Tratnik
 Mistrovství Japonska v silničním závodu, Yukiya Arashiro
1. etapa Vuelta a Burgos, Santiago Buitrago
5. etapa Tour de Pologne, Phil Bauhaus
4. etapa Vuelta a Burgos, Matevž Govekar
4. etapa Deutschland Tour, Pello Bilbao
 celkově CRO Race, Matej Mohorič
Etapy 1 & 2, Jonathan Milan

## 2023: Team Bahrain Victorious
1. etapa Tour Down Under, Phil Bauhaus
3. etapa Tour Down Under, Pello Bilbao
3. etapa Saudi Tour, Jonathan Milan
 bodovací soutěž Giro d'Italia, Jonathan Milan
2. etapa, Jonathan Milan
19. etapa, Santiago Buitrago
5. etapa Kolem Slovinska, Matej Mohorič
 Mistrovství Chorvatska v časovce, Fran Miholjević
 Mistrovství Srbska v silničním závodu, Dušan Rajović
 Mistrovství Spojeného království v silničním závodu, Fred Wright
10. etapa Tour de France, Pello Bilbao
15. etapa Tour de France, Wout Poels
19. etapa Tour de France, Matej Mohorič
 celkově Tour de Pologne, Matej Mohorič
2. etapa, Matej Mohorič
5. etapa Renewi Tour, Matej Mohorič
20. etapa Vuelta a España, Wout Poels
4. etapa CRO Race, Matej Mohorič
2. etapa Tour of Guangxi, Jonathan Milan

## Statistiky týmu
| Výsledky na Grand Tours dle nejlépe umístěného závodníka        |      |      |      |      |           |           |      |
| Grand Tour                                                      | 2017 | 2018 | 2019 | 2020 | 2021      | 2022      | 2023 |
| Giro d'Italia                                                   | 3    | 5    | 2    | 5    | 2         | 3         | 4    |
| Tour de France                                                  | 45   | 18   | 39   | 4    | 9         | 14        | 6    |
| Vuelta a España                                                 | 2    | 9    | 12   | 6    | 3         | 15        | 5    |
| Výsledky na etapových závodech dle nejlépe umístěného závodníka |      |      |      |      |           |           |      |
| Závod                                                           | 2017 | 2018 | 2019 | 2020 | 2021      | 2022      | 2023 |
| Tour Down Under                                                 | 20   | 7    | 5    | 10   | Nejelo se | Nejelo se | 3    |
| Paříž–Nice                                                      | 7    | 3    | 17   | DNF  | 7         | 6         | 5    |
| Tirreno–Adriatico                                               | 25   | 11   | 15   | 20   | 3         | 3         | 7    |
| Volta a Catalunya                                               | 17   | 20   | 14   | NS   | 18        | 12        | 5    |
| Kolem Baskicka                                                  | 3    | 3    | 24   | NS   | 6         | 5         | 2    |
| Tour of the Alps                                                | –    | 2    | 3    | NS   | 2         | 4         | 3    |
| Tour de Romandie                                                | 5    | 11   | 35   | NS   | 9         | 2         | 3    |
| Critérium du Dauphiné                                           | 24   | 24   | 6    | 18   | 5         | 4         | 5    |
| Tour de Suisse                                                  | 6    | 15   | 2    | NS   | 18        | DNF       | DNF  |
| Tour de Pologne                                                 | 9    | 11   | 12   | 35   | 2         | 3         | 1    |
| Benelux Tour                                                    | 29   | 1    | 7    | 6    | 1         | NS        | 7    |
| Výsledky na monumentech dle nejlépe umístěného závodníka        |      |      |      |      |           |           |      |
| Závod                                                           | 2017 | 2018 | 2019 | 2020 | 2021      | 2022      | 2023 |
| Milán – San Remo                                                | 13   | 1    | 5    | 10   | 8         | 1         | 8    |
| Kolem Flander                                                   | 10   | 23   | 24   | 11   | 20        | 6         | 8    |
| Paříž–Roubaix                                                   | 89   | 20   | 14   | NS   | 1         | 5         | 29   |
| Lutych–Bastogne–Lutych                                          | 5    | 5    | 8    | 4    | 10        | 6         | 3    |
| Giro di Lombardia                                               | 1    | 2    | 49   | 37   | 37        | 3         | 21   |
| Výsledky na klasikách dle nejlépe umístěného závodníka          |      |      |      |      |           |           |      |
| Klasika                                                         | 2017 | 2018 | 2019 | 2020 | 2021      | 2022      | 2023 |
| Omloop Het Nieuwsblad                                           | 35   | 8    | 5    | 18   | 4         | 2         | 8    |
| Kuurne–Brusel–Kuurne                                            | 52   | 3    | 13   | 7    | 6         | 13        | 3    |
| Strade Bianche                                                  | 18   | 5    | 31   | 19   | 10        | 5         | 6    |
| E3 Harelbeke                                                    | 7    | 19   | 13   | NS   | 10        | 4         | 7    |
| Gent–Wevelgem                                                   | 13   | 49   | 9    | 10   | 4         | 9         | 19   |
| Amstel Gold Race                                                | 7    | 3    | 38   | NS   | 9         | 10        | 22   |
| Valonský šíp                                                    | 12   | 27   | 14   | 16   | 19        | 1         | 3    |
| Clásica de San Sebastián                                        | 24   | 7    | 18   | NS   | 2         | 29        | 2    |

| —   | Nezúčastnili se |
| DNF | Nedokončili     |
| DNS | Neodstartovali  |
| NS  | Nejelo se       |